# Seznam dílů seriálu Zpátky do školy
Toto je seznam dílů seriálu Zpátky do školy. Komediální seriál Zpátky do školy vysílala americká televizní stanice NBC od 17. září 2009, poslední šestá řada byla v roce 2015 vydána na Yahoo! View. Příběh sleduje Jeffa Wingera, advokáta propuštěného z advokátní kanceláře, který se snaží získat bakalářský titul na Community College. V Česku seriál uvádela od 23. prosince 2012 do 29. května 2016 televize Smíchov.

## Přehled řad
| Řada | Díly | Premiéra v USA  | Premiéra v USA  | Premiéra v ČR     | Premiéra v ČR   |
| Řada | Díly | První díl       | Poslední díl    | První díl         | Poslední díl    |
| ---- | ---- | --------------- | --------------- | ----------------- | --------------- |
| 1    | 25   | 17. září 2009   | 20. května 2010 | 23. prosince 2012 | 16. ledna 2013  |
| 2    | 24   | 23. září 2010   | 12. května 2011 | 17. ledna 2013    | 9. února 2013   |
| 3    | 22   | 22. září 2011   | 17. května 2012 | 10. února 2013    | 3. března 2013  |
| 4    | 13   | 7. února 2013   | 9. května 2013  | 11. května 2014   | 22. června 2014 |
| 5    | 13   | 2. ledna 2014   | 17. dubna 2014  | 27. března 2015   | 14. dubna 2015  |
| 6    | 13   | 17. března 2015 | 2. června 2015  | 17. května 2016   | 29. května 2016 |

## Seznam dílů

### První řada (2009–2010)
| Č. v seriálu | Č. v řadě | Původní název                   | Český název                        | Režie                     | Scénář                        | Premiéra v USA     | Premiéra v ČR     | Prod. kód |
| ------------ | --------- | ------------------------------- | ---------------------------------- | ------------------------- | ----------------------------- | ------------------ | ----------------- | --------- |
| 1            | 1         | Pilot                           | První zvonění                      | Anthony Russo a Joe Russo | Dan Harmon                    | 17. září 2009      | 23. prosince 2012 | 100       |
| 2            | 2         | Spanish 101                     | Španělština                        | Joe Russo                 | Dan Harmon                    | 24. září 2009      | 24. prosince 2012 | 101       |
| 3            | 3         | Introduction to Film            | Úvod do teorie filmu               | Anthony Russo             | Tim Hobert a Jon Pollack      | 1. října 2009      | 25. prosince 2012 | 102       |
| 4            | 4         | Social Psychology               | Sociální psychologie               | Anthony Russo             | Liz Cackowski                 | 8. října 2009      | 26. prosince 2012 | 104       |
| 5            | 5         | Advanced Criminal Law           | Trestní právo pro pokročilé        | Joe Russo                 | Andrew Guest                  | 15. října 2009     | 27. prosince 2012 | 105       |
| 6            | 6         | Football, Feminism and You      | Fotbal, feminismus a ty            | Joe Russo                 | Hilary Winston                | 22. října 2009     | 28. prosince 2012 | 103       |
| 7            | 7         | Introduction to Statistics      | Úvod do statistiky                 | Justin Lin                | Tim Hobert a Jon Pollack      | 29. října 2009     | 29. prosince 2012 | 106       |
| 8            | 8         | Home Economics                  | Vedení domácnosti                  | Anthony Russo             | Lauren Pomerantz              | 5. listopadu 2009  | 30. prosince 2012 | 107       |
| 9            | 9         | Debate 109                      | Debata                             | Joe Russo                 | Tim Hobert                    | 12. listopadu 2009 | 31. prosince 2012 | 109       |
| 10           | 10        | Environmental Science           | Ekologie                           | Seth Gordon               | Zach Paez                     | 19. listopadu 2009 | 1. ledna 2013     | 108       |
| 11           | 11        | The Politics of Human Sexuality | Otázka lidské sexuality            | Anthony Russo             | Hilary Winston                | 3. prosince 2009   | 2. ledna 2013     | 110       |
| 12           | 12        | Comparative Religion            | Srovnávací religionistika          | Adam Davidson             | Liz Cackowski                 | 10. prosince 2009  | 3. ledna 2013     | 111       |
| 13           | 13        | Investigative Journalism        | Investigativní žurnalistika        | Joe Russo                 | Jon Pollack a Tim Hobert      | 14. ledna 2010     | 4. ledna 2013     | 113       |
| 14           | 14        | Interpretive Dance              | Výrazový tanec                     | Justin Lin                | Lauren Pomerantz              | 21. ledna 2010     | 5. ledna 2013     | 112       |
| 15           | 15        | Romantic Expressionism          | Milostný expresionismus            | Joe Russo                 | Andrew Guest                  | 4. února 2010      | 6. ledna 2013     | 115       |
| 16           | 16        | Communication Studies           | Komunikační studia                 | Adam Davidson             | Chris McKenna                 | 11. února 2010     | 7. ledna 2013     | 116       |
| 17           | 17        | Physical Education              | Tělesná výchova                    | Anthony Russo             | Jessie Miller                 | 4. března 2010     | 8. ledna 2013     | 118       |
| 18           | 18        | Basic Genealogy                 | Základy genealogie                 | Ken Whittingham           | Karey Dornetto                | 11. března 2010    | 9. ledna 2013     | 117       |
| 19           | 19        | Beginner Pottery                | Keramika pro začátečníky           | Anthony Russo             | Hilary Winston                | 18. března 2010    | 10. ledna 2013    | 114       |
| 20           | 20        | The Science of Illusion         | Umění iluze                        | Adam Davidson             | Zach Paez                     | 25. března 2010    | 11. ledna 2013    | 122       |
| 21           | 21        | Contemporary American Poultry   | Současná americká drůběž           | Tristram Shapeero         | Emily Cutler a Karey Dornetto | 22. dubna 2010     | 12. ledna 2013    | 123       |
| 22           | 22        | The Art of Discourse            | Řečnické umění                     | Adam Davidson             | Chris McKenna                 | 29. dubna 2010     | 13. ledna 2013    | 124       |
| 23           | 23        | Modern Warfare                  | Moderní vedení války               | Justin Lin                | Emily Cutler                  | 6. května 2010     | 14. ledna 2013    | 119       |
| 24           | 24        | English as a Second Language    | Angličtina jako druhý jazyk        | Gail Mancuso              | Tim Hobert                    | 13. května 2010    | 15. ledna 2013    | 120       |
| 25           | 25        | Pascal's Triangle Revisited     | Pascalův trojúhelník znovuobjevený | Joe Russo                 | Hilary Winston                | 20. května 2010    | 16. ledna 2013    | 121       |

### Druhá řada (2010–2011)
| Č. v seriálu | Č. v řadě | Původní název                              | Český název                               | Režie             | Scénář                          | Premiéra v USA     | Premiéra v ČR  | Prod. kód |
| ------------ | --------- | ------------------------------------------ | ----------------------------------------- | ----------------- | ------------------------------- | ------------------ | -------------- | --------- |
| 26           | 1         | Anthropology 101                           | Antropologie                              | Joe Russo         | Chris McKenna                   | 23. září 2010      | 17. ledna 2013 | 201       |
| 27           | 2         | Accounting for Lawyers                     | Zúčtování s právníky                      | Joe Russo         | Emily Cutler                    | 30. září 2010      | 18. ledna 2013 | 203       |
| 28           | 3         | The Psychology of Letting Go               | Psychologie odchodu                       | Anthony Russo     | Hilary Winston                  | 7. října 2010      | 19. ledna 2013 | 202       |
| 29           | 4         | Basic Rocket Science                       | Základy raketové vědy                     | Anthony Russo     | Andy Bobrow                     | 14. října 2010     | 20. ledna 2013 | 204       |
| 30           | 5         | Messianic Myths and Ancient Peoples        | Mesiášské mýty a starověké národy         | Tristram Shapeero | Andrew Guest                    | 21. října 2010     | 21. ledna 2013 | 205       |
| 31           | 6         | Epidemiology                               | Epidemiologie                             | Anthony Hemingway | Karey Dornetto                  | 28. října 2010     | 22. ledna 2013 | 206       |
| 32           | 7         | Aerodynamics of Gender                     | Aerodynamika pohlaví                      | Tristram Shapeero | Adam Countee                    | 4. listopadu 2010  | 23. ledna 2013 | 207       |
| 33           | 8         | Cooperative Calligraphy                    | Kooperativní kaligrafie                   | Joe Russo         | Megan Ganz                      | 11. listopadu 2010 | 24. ledna 2013 | 208       |
| 34           | 9         | Conspiracy Theories and Interior Design    | Konspirační teorie a návrhy interiérů     | Adam Davidson     | Chris McKenna                   | 18. listopadu 2010 | 25. ledna 2013 | 210       |
| 35           | 10        | Mixology Certification                     | Diplom z mixologie                        | Jay Chandrasekhar | Andy Bobrow                     | 2. prosince 2010   | 26. ledna 2013 | 209       |
| 36           | 11        | Abed's Uncontrollable Christmas            | Abedovy nezvladatelné Vánoce              | Duke Johnson      | Dino Stamatopoulos a Dan Harmon | 9. prosince 2010   | 27. ledna 2013 | 222       |
| 37           | 12        | Asian Population Studies                   | Studie asijské populace                   | Anthony Russo     | Emily Cutler                    | 20. ledna 2011     | 28. ledna 2013 | 211       |
| 38           | 13        | Celebrity Pharmacology                     | Farmakologie hvězd                        | Fred Goss         | Hilary Winston                  | 27. ledna 2011     | 29. ledna 2013 | 212       |
| 39           | 14        | Advanced Dungeons & Dragons                | Dračí doupě pro pokročilé                 | Joe Russo         | Andrew Guest                    | 3. února 2011      | 30. ledna 2013 | 214       |
| 40           | 15        | Early 21st Century Romanticism             | Raný romantismus 21. století              | Steven Sprung     | Karey Dornetto                  | 10. února 2011     | 31. ledna 2013 | 213       |
| 41           | 16        | Intermediate Documentary Filmmaking        | Dokumentární film pro středně pokročilé   | Joe Russo         | Megan Ganz                      | 17. února 2011     | 1. února 2013  | 215       |
| 42           | 17        | Intro to Political Science                 | Úvod do politologie                       | Jay Chandrasekhar | Adam Countee                    | 24. února 2011     | 2. února 2013  | 216       |
| 43           | 18        | Custody Law and Eastern European Diplomacy | Zákon o péči a východoevropské diplomacie | Anthony Russo     | Andy Bobrow                     | 17. března 2011    | 3. února 2013  | 217       |
| 44           | 19        | Critical Film Studies                      | Kritické filmové studie                   | Richard Ayoade    | Sona Panos                      | 24. března 2011    | 4. února 2013  | 218       |
| 45           | 20        | Competitive Wine Tasting                   | Sommeliérský kurs                         | Joe Russo         | Emily Cutler                    | 14. dubna 2011     | 5. února 2013  | 219       |
| 46           | 21        | Paradigms of Human Memory                  | Paradigmata lidské paměti                 | Tristram Shapeero | Chris McKenna                   | 21. dubna 2011     | 6. února 2013  | 220       |
| 47           | 22        | Applied Anthropology and Culinary Arts     | Aplikovaná antropologie a kuchařské umění | Jay Chandrasekhar | Karey Dornetto                  | 28. dubna 2011     | 7. února 2013  | 221       |
| 48           | 23        | A Fistful of Paintballs                    | Hrst kuliček na paintball                 | Joe Russo         | Andrew Guest                    | 5. května 2011     | 8. února 2013  | 223       |
| 49           | 24        | For a Few Paintballs More                  | Pro pár kuliček navíc                     | Joe Russo         | Hilary Winston                  | 12. května 2011    | 9. února 2013  | 224       |

### Třetí řada (2011–2012)
| Č. v seriálu | Č. v řadě | Původní název                          | Český název                           | Režie             | Scénář                          | Premiéra v USA     | Premiéra v ČR  | Prod. kód |
| ------------ | --------- | -------------------------------------- | ------------------------------------- | ----------------- | ------------------------------- | ------------------ | -------------- | --------- |
| 50           | 1         | Biology 101                            | Úvod do biologie                      | Anthony Russo     | Garrett Donovan a Neil Goldman  | 22. září 2011      | 10. února 2013 | 301       |
| 51           | 2         | Geography of Global Conflict           | Geografie globálního konfliktu        | Joe Russo         | Andy Bobrow                     | 29. září 2011      | 11. února 2013 | 302       |
| 52           | 3         | Remedial Chaos Theory                  | Ozdravná teorie chaosu                | Jeff Melman       | Chris McKenna                   | 13. října 2011     | 13. února 2013 | 303       |
| 53           | 4         | Competitive Ecology                    | Srovnávací ekologie                   | Anthony Russo     | Maggie Bandur                   | 6. října 2011      | 12. února 2013 | 304       |
| 54           | 5         | Horror Fiction in Seven Spooky Steps   | Horor v sedmi děsivých krocích        | Tristram Shapeero | Dan Harmon                      | 27. října 2011     | 14. února 2013 | 305       |
| 55           | 6         | Advanced Gay                           | Gaylogie pro pokročilé                | Joe Russo         | Matt Murray                     | 3. listopadu 2011  | 15. února 2013 | 306       |
| 56           | 7         | Studies in Modern Movement             | Studia moderního stěhování            | Tristram Shapeero | Adam Countee                    | 10. listopadu 2011 | 16. února 2013 | 307       |
| 57           | 8         | Documentary Filmmaking: Redux          | Natáčení dokumentu: Návrat            | Joe Russo         | Megan Ganz                      | 17. listopadu 2011 | 17. února 2013 | 308       |
| 58           | 9         | Foosball and Nocturnal Vigilantism     | Stolní fotbal a noční bdění           | Anthony Russo     | Chris Kula                      | 1. prosince 2011   | 18. února 2013 | 309       |
| 59           | 10        | Regional Holiday Music                 | Regionální vánoční hudba              | Tristram Shapeero | Steve Basilone a Annie Mebane   | 8. prosince 2011   | 19. února 2013 | 311       |
| 60           | 11        | Contemporary Impressionists            | Současní impresionisté                | Kyle Newacheck    | Alex Cooley                     | 22. března 2012    | 20. února 2013 | 310       |
| 61           | 12        | Urban Matrimony and the Sandwich Arts  | Městské manželství a sendvičové umění | Kyle Newacheck    | Vera Santamaria                 | 15. března 2012    | 21. února 2013 | 312       |
| 62           | 13        | Digital Exploration of Interior Design | Digitální průzkum bytového designu    | Dan Eckman        | Chris McKenna                   | 29. března 2012    | 22. února 2013 | 313       |
| 63           | 14        | Pillows and Blankets                   | Polštářová bitva                      | Tristram Shapeero | Andy Bobrow                     | 5. dubna 2012      | 23. února 2013 | 314       |
| 64           | 15        | Origins of Vampire Mythology           | Původ upírské mytologie               | Steven Tsuchida   | Dan Harmon                      | 12. dubna 2012     | 24. února 2013 | 315       |
| 65           | 16        | Virtual Systems Analysis               | Analýza virtuálních systémů           | Tristram Shapeero | Matt Murray                     | 19. dubna 2012     | 25. února 2013 | 316       |
| 66           | 17        | Basic Lupine Urology                   | Základy vlčí urologie                 | Rob Schrab        | Megan Ganz                      | 26. dubna 2012     | 26. února 2013 | 317       |
| 67           | 18        | Course Listing Unavailable             | Kurz není k dispozici                 | Tristram Shapeero | Tim Saccardo                    | 3. května 2012     | 27. února 2013 | 318       |
| 68           | 19        | Curriculum Unavailable                 | Studium nedostupné                    | Adam Davidson     | Adam Countee                    | 10. května 2012    | 28. února 2013 | 319       |
| 69           | 20        | Digital Estate Planning                | Digitální plánování pozůstalosti      | Adam Davidson     | Matt Warburton                  | 17. května 2012    | 1. března 2013 | 322       |
| 70           | 21        | The First Chang Dynasty                | První dynastie Chang                  | Jay Chandrasekhar | Matt Fusfeld a Alex Cuthbertson | 17. května 2012    | 2. března 2013 | 320       |
| 71           | 22        | Introduction to Finality               | Úvod do konečnosti                    | Tristram Shapeero | Steve Basilone a Annie Mebane   | 17. května 2012    | 3. března 2013 | 321       |

### Čtvrtá řada (2013)
| Č. v seriálu | Č. v řadě | Původní název                              | Český název                           | Režie                | Scénář                                        | Premiéra v USA  | Premiéra v ČR   | Prod. kód |
| ------------ | --------- | ------------------------------------------ | ------------------------------------- | -------------------- | --------------------------------------------- | --------------- | --------------- | --------- |
| 72           | 1         | History 101                                | Děkanské hry                          | Tristram Shapeero    | Andy Bobrow                                   | 7. února 2013   | 11. května 2014 | 401       |
| 73           | 2         | Paranormal Parentage                       | Paranormální rodičovství              | Tristram Shapeero    | Megan Ganz                                    | 14. února 2013  | 17. května 2014 | 403       |
| 74           | 3         | Conventions of Space and Time              | Festival inspektora Spacetimea        | Michael Patrick Jann | Maggie Bandur                                 | 21. února 2013  | 18. května 2014 | 404       |
| 75           | 4         | Alternative History of the German Invasion | Válka o studovnu                      | Steven Tsuchida      | Ben Wexler                                    | 28. února 2013  | 24. května 2014 | 402       |
| 76           | 5         | Cooperative Escapism in Familial Relations | Kooperační úniky v rodinný vztazích   | Tristram Shapeero    | Steve Basilone a Annie Mebane                 | 7. března 2013  | 25. května 2014 | 405       |
| 77           | 6         | Advanced Documentary Filmmaking            | Pokroková dokumentární filmová tvorba | Jay Chandrasekhar    | Hunter Covington                              | 14. března 2013 | 31. května 2014 | 408       |
| 78           | 7         | Economics of Marine Biology                | Tělesná výchovýchova                  | Tricia Brock         | Tim Saccardo                                  | 21. března 2013 | 1. června 2014  | 406       |
| 79           | 8         | Herstory of Dance                          | Taneční zábava pro feministky         | Tristram Shapeero    | Jack Kukoda                                   | 4. dubna 2013   | 7. června 2014  | 407       |
| 80           | 9         | Intro to Felt Surrogacy                    | Maňásková terapie                     | Tristram Shapeero    | Gene Hong                                     | 11. dubna 2013  | 8. června 2014  | 413       |
| 81           | 10        | Intro to Knots                             | Úvod do vázání uzlů                   | Tristram Shapeero    | Andy Bobrow                                   | 18. dubna 2013  | 14. června 2014 | 409       |
| 82           | 11        | Basic Human Anatomy                        | Základy lidské anatomie               | Beth McCarthy-Miller | Jim Rash                                      | 25. dubna 2013  | 15. června 2014 | 410       |
| 83           | 12        | Heroic Origins                             | Šílená slátanina osudu                | Victor Nelli mladší  | Steve Basilone a Annie Mebane a Maggie Bandur | 2. května 2013  | 21. června 2014 | 412       |
| 84           | 13        | Advanced Introduction to Finality          | Nejtemnější časová osa                | Tristram Shapeero    | Megan Ganz                                    | 9. května 2013  | 22. června 2014 | 411       |

### Pátá řada (2014)
| Č. v seriálu | Č. v řadě | Původní název                              | Český název                         | Režie             | Scénář                     | Premiéra v USA  | Premiéra v ČR   | Prod. kód |
| ------------ | --------- | ------------------------------------------ | ----------------------------------- | ----------------- | -------------------------- | --------------- | --------------- | --------- |
| 85           | 1         | Repilot                                    | Restart                             | Tristram Shapeero | Dan Harmon a Chris McKenna | 2. ledna 2014   | 27. března 2015 | 501       |
| 86           | 2         | Introduction to Teaching                   | Úvod do učitelství                  | Jay Chandrasekhar | Andy Bobrow                | 2. ledna 2014   | 30. března 2015 | 502       |
| 87           | 3         | Basic Intergluteal Numismatics             | Základy mezihýžďové numismatiky     | Tristram Shapeero | Erik Sommers               | 9. ledna 2014   | 31. března 2015 | 505       |
| 88           | 4         | Cooperative Polygraphy                     | Skupinová polygrafie                | Tristram Shapeero | Alex Rubens                | 16. ledna 2014  | 1. dubna 2015   | 503       |
| 89           | 5         | Geothermal Escapism                        | Jak přežít lávu                     | Joe Russo         | Tim Saccardo               | 23. ledna 2014  | 2. dubna 2015   | 504       |
| 90           | 6         | Analysis of Cork-Based Networking          | Analýza vytváření sítí              | Tristram Shapeero | Monica Padrick             | 30. ledna 2014  | 3. dubna 2015   | 506       |
| 91           | 7         | Bondage and Beta Male Sexuality            | Otroctví a sexuální život betasamců | Tristram Shapeero | Dan Guterman               | 27. února 2014  | 6. dubna 2015   | 507       |
| 92           | 8         | App Development and Condiments             | Úvod do vývoje aplikací             | Rob Schrab        | Jordan Blum a Parker Deay  | 6. března 2014  | 7. dubna 2015   | 508       |
| 93           | 9         | VCR Maintenance and Educational Publishing | Údržba kazetového videopřehrávače   | Tristram Shapeero | Donald Diego               | 13. března 2014 | 8. dubna 2015   | 509       |
| 94           | 10        | Advanced Advanced Dungeons & Dragons       | Dračí doupě pro zvlášť pokročilé    | Joe Russo         | Matt Roller                | 20. března 2014 | 9. dubna 2015   | 510       |
| 95           | 11        | G.I. Jeff                                  | Jeffův narozeninový sen             | Rob Schrab        | Dino Stamatopoulos         | 3. dubna 2014   | 10. dubna 2015  | 513       |
| 96           | 12        | Basic Story                                | Zachraňte Greendale                 | Jay Chandrasekhar | Carol Kolb                 | 10. dubna 2014  | 13. dubna 2015  | 512       |
| 97           | 13        | Basic Sandwich                             | Úvod do umění sendviče              | Rob Schrab        | Ryan Ridley                | 17. dubna 2014  | 14. dubna 2015  | 511       |

### Šestá řada (2015)
| Č. v seriálu | Č. v řadě | Původní název                                  | Český název                               | Režie                | Scénář                     | Premiéra v USA  | Premiéra v ČR   | Prod. kód |
| ------------ | --------- | ---------------------------------------------- | ----------------------------------------- | -------------------- | -------------------------- | --------------- | --------------- | --------- |
| 98           | 1         | Ladders                                        | Žebříky                                   | Rob Schrab           | Dan Harmon a Chris McKenna | 17. března 2015 | 17. května 2016 | 602       |
| 99           | 2         | Lawnmower Maintenance and Postnatal Care       | Posedlost virtuální realitou              | Jim Rash a Nat Faxon | Alex Rubens                | 17. března 2015 | 18. května 2016 | 601       |
| 100          | 3         | Basic Crisis Room Decorum                      | Spoty, pomluvy a psí tituly               | Bobcat Goldthwait    | Monica Padrick             | 24. března 2015 | 19. května 2016 | 605       |
| 101          | 4         | Queer Studies & Advanced Waxing                | Lekce herectví a otevřená homosexualita   | Jim Rash a Nat Faxon | Matt Lawton                | 31. března 2015 | 20. května 2016 | 603       |
| 102          | 5         | Laws of Robotics and Party Rights              | Zákony robotiky a vězeňské etiky          | Rob Schrab           | Dean Young                 | 7. dubna 2015   | 21. května 2016 | 604       |
| 103          | 6         | Basic Email Security                           | Základy emailové bezpečnosti              | Jay Chandrasekhar    | Matt Roller                | 14. dubna 2015  | 22. května 2016 | 606       |
| 104          | 7         | Advanced Safety Features                       | Guerillový marketing pro pokročilé        | Rob Schrab           | Carol Kolb                 | 21. dubna 2015  | 23. května 2016 | 607       |
| 105          | 8         | Intro to Recycled Cinema                       | Úvod do recyklované kinematografie        | Victor Nelli, Jr.    | Clay Lapari                | 28. dubna 2015  | 24. května 2016 | 608       |
| 106          | 9         | Grifting 101                                   | Základy šejdířství                        | Rob Schrab           | Ryan Ridley                | 5. května 2015  | 25. května 2016 | 609       |
| 107          | 10        | Basic RV Repair and Palmistry                  | Základy přežití v divočině                | Jay Chandrasekhar    | Dan Guterman               | 12. května 2015 | 26. května 2016 | 610       |
| 108          | 11        | Modern Espionage                               | Moderní špionáž                           | Rob Schrab           | Mark Stegemann             | 19. května 2015 | 27. května 2016 | 611       |
| 109          | 12        | Wedding Videography                            | Svatební videotvorba                      | Adam Davidson        | Briggs Hatton              | 26. května 2015 | 28. května 2016 | 612       |
| 110          | 13        | Emotional Consequences of Broadcast Television | Emocionální důsledky televizního vysílání | Rob Schrab           | Dan Harmon a Chris McKenna | 2. června 2015  | 29. května 2016 | 613       |